# Astragalus flexicaulis
Astragalus flexicaulis là một loài thực vật có hoa trong họ Đậu. Loài này được Sosn. miêu tả khoa học đầu tiên.